# Euchambersia
Euchambersia es un género extinto de sinápsidos no mamíferos terápsidos terocéfalos que vivieron del Pérmico Superior - Triásico Inferior, hace unos 250 millones de años en lo que ahora es Sudáfrica. Sus restos fósiles, dos especímenes con cráneo y esqueleto postcraneal incompleto, aparecieron en el Karoo, provincia del Cabo Occidental.

## Descripción

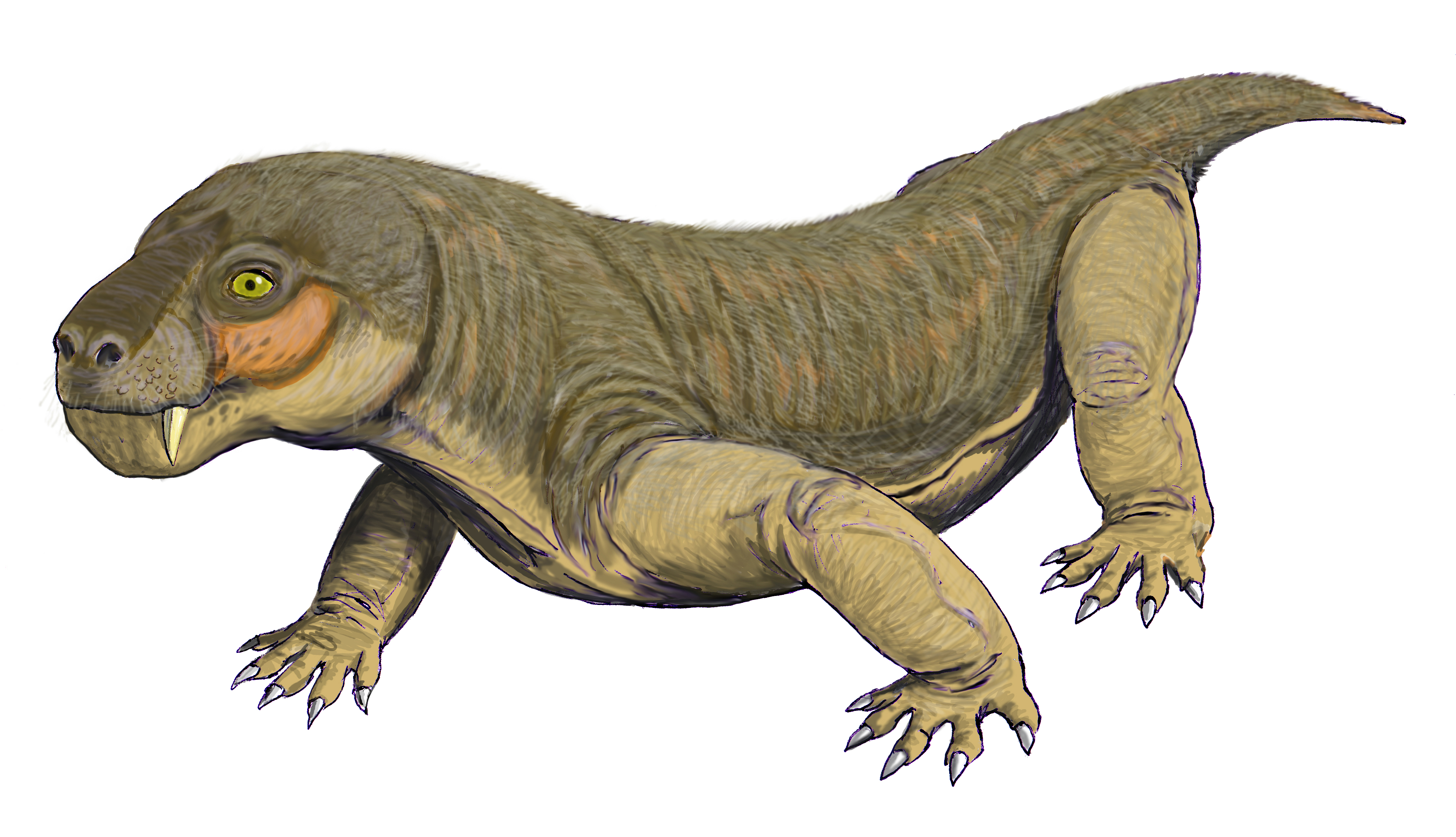
Recreación de Euchambersia.

Euchambersia fue un terocéfalo especial, ya que pudo tener una glándula venenosa conectada a sus dientes caninos; como las serpientes, sus dientes estaban adaptados a inyectar veneno para matar a sus presas; un hueco tras cada canino albergaría una glándula venenosa, mientras que los surcos situados en la cara externa de dichos dientes conducirían el veneno hasta la herida producida por sus poderosas mandíbulas. Ello le permitiría ser un eficiente carnívoro que predaría sobre los herbívoros de la época, como los dicinodontos y los pareiasaurios.

## Paleoecología
El área del conjunto Cistecephalus, donde se han encontrado ambos especímenes de Euchambersia, representa una llanura aluvial cubierta por numerosos pequeños arroyos relativamente rectos. El nivel del agua en estos cursos probablemente dependía de la temporada. A juzgar por el polen conservado en Cistecephalus AZ, el taxón de polen Pityosporites (que probablemente provenía de una planta similar a Glossopteris) fue muy común, formando entre el 80% y el 90% del polen descubierto (aunque los sedimentos predominantes no son adecuados para la conservación del polen). En Cistecephalus AZ, otras terocefalia co-presentes incluyeron a Hofmeyria, Homodontosaurus, Ictidostoma, Ictidosuchoides, Ictidosuchops, Macroscelesaurus, Polycynodon y Proalopecopsis. Más numerosos, sin embargo, fueron los gorgonopsi, que incluyeron Aelurognathus, Aelurosaurus, Aloposaurus, Arctognathus, Arctops, Cerdorhinus, Clelandina, Cyonosaurus, Dinogorgon, Gorgonops, Lycaenops, Leontocephalus, Pardocephalus, Prorubidgea, Rubidgea, Scylacops, Scymnognathus y Sycosaurus. Con mucho, el herbívoro más abundante en el área fue el dicinodonte Diictodon, con más de 1900 especímenes conocidos de Cistecephalus AZ. Otros dicinodonti de la zona, incluyen Aulacephalodon, Cistecephalus, Dicinodon, Dicinodontoides, Digalodon, Dinanomodon, Emydops, Endothiodon, Kingoria, Kitchinganomodon, Oudenodon, Palemydops, Pelanomodon, Pristerodon y Rhachiocephalus. Entre los biarmosuquios también estaban presentes Lemurosaurus, Lycaenodon, Paraburnetia y Rubidgina, junto con los cinodontes Cynosaurus y Procynosuchus. Los no sinápsidos incluían al archosauromorfo Youngina; los Parareptilianos Anthodon, Milleretta, Nanoparia, Owenetta y Pareiasaurus; y el temnospondylo Rhinesuchus.

## Cultura popular
Euchambersia aparece en la serie de la BBC Walking with Monsters (caminando entre mónstruos) en la que, identificado como un terocéfalo, va en una manada que caza a un Lystrosaurus cuando su rebaño atraviesa un angosto cañón; se representa con hábitos nocturnos y provisto de glándulas venenosas que inoculan un veneno más potente que el de la mamba negra. También aparece en la cuarta temporada de Primeval, en el episodio 27.